# Convento de las Teresas (Sevilla)
El convento de las Teresas o de San José del Carmen es un convento católico de clausura de monjas carmelitas descalzas que se encuentra en la ciudad española de Sevilla. Está declarado Bien de Interés Cultural, con la tipología de Monumento.
El convento contiene una diversidad de estilos y cronologías como consecuencia del proceso de incorporación de las casas que protagonizaron la etapa fundacional y de las diferentes etapas constructivas promovidas por las reformas, adaptación e incorporación al nuevo edificio. 

## Entorno e historia
El convento de Las Teresas se ubica en el barrio de Santa Cruz, que constituye uno los sectores del conjunto histórico de la ciudad de Sevilla de mayor densidad 
patrimonial. Su arquitectura se encuentra inmersa en un parcelario densamente ocupado desde época medieval en el que se conserva el trazado sinuoso de sus calles, las relaciones volumétricas que cohesionan el conjunto de sus inmuebles y un valor ambiental de gran homogeneidad que confiere al edificio las características armónicas de su ubicación.
Los valores históricos del edificio están estrechamente vinculados con el asentamiento de la Orden de las Carmelitas Descalzas en la ciudad de Sevilla, que contó con la presencia de la fundadora, Teresa de Jesús, quien se encargó de la adquisición de las primeras casas de la Orden en la ciudad, en las calles de las Armas y Pajería, actuales Alfonso XII y Zaragoza, y posteriormente la compra de la actual sede en la antigua collación de Santa Cruz. Tras vender la casa de la calle Pajería, la Orden adquirió unas casas pertenecientes al banquero Pedro Morga, en donde se ubicaron definitivamente a finales del mes de abril de 1576, en la sede actual. Estas casas, conservadas íntegramente en la actualidad, conformaban un palacio de estilo renacentista organizado en torno a un patio columnado en doble altura, con dependencias enriquecidas por techumbres mudéjares con decoración pictórica de «candelieri», importantes paños de azulejería, motivos decorativos de celosías de clara raigambre gótica o frisos con 
relieves del repertorio ornamental plenamente renacentista, de extraordinaria calidad por su ejecución y maestría.
La relevancia que experimentó la Orden en los años siguientes provocó un rápido proceso de ampliación de sus instalaciones, por lo que se incorporaron las casas colindantes y se adquirieron otras para la obtención de los solares donde construir lo que será la gran aportación de la Orden al edificio conventual, el templo, cuya construcción se inició en 1603 bajo la dirección del maestro mayor, Vermondo Resta, por lo que fue concebido en el momento de la transición del manierismo al barroco, en el contexto de una arquitectura de corte sobrio posterior al Concilio de Trento y en conexión con los preceptos de austeridad de la orden carmelita reformada. El edificio se terminó entre 1615 y 1618 y se consagró en 1616.
Destaca también la importancia de este convento como semillero del que surgieron numerosas fundaciones andaluzas, como el convento de las carmelitas de Sanlúcar la Mayor 
o el de Écija, en los que influyó incluso en el aspecto artístico.

## Descripción

### Exterior
La fachada principal se abre a la ┼calle Santa Teresa, quedando en ella claramente diferenciadas las dos zonas principales, la iglesia y las dependencias conventuales.

### Iglesia

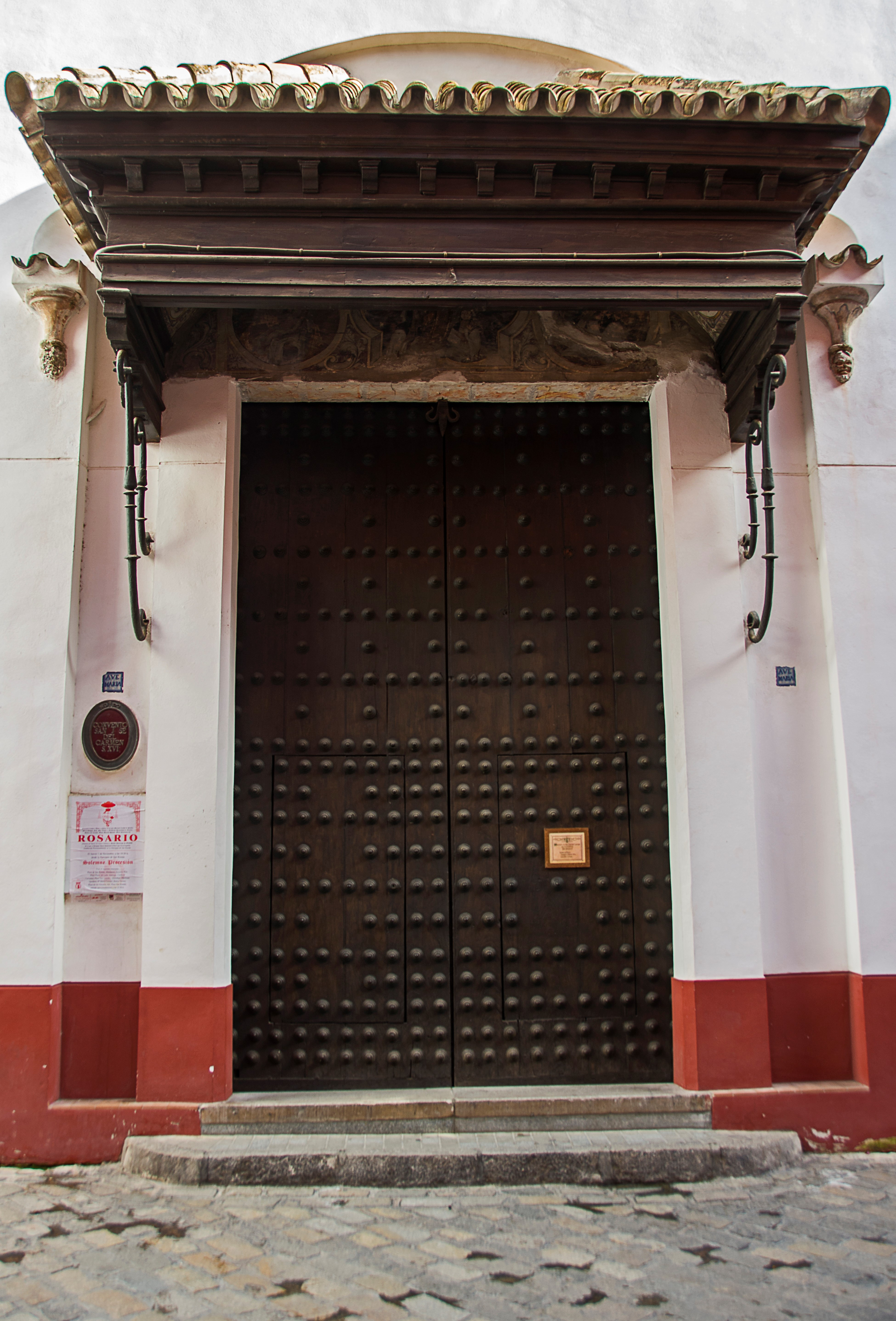
Puerta de la iglesia del convento de las Teresas.

La iglesia se encuentra situada a la izquierda de las dependencias del convento. Su fachada a los pies de la nave, presenta una portada de vano adintelado inserto en un arco de escasa anchura que descansa sobre dos ménsulas en cuyas partes inferiores aparecen rostros antropomórficos. Cubre la puerta, a modo de entablamento clásico, un tejaroz con estructura de madera apoyado en el muro mediante tornapuntas de forja y con teja árabe bajo el que aparecen pinturas murales con diversas escenas: la Inmaculada Concepción entre monjas de la Orden en la zona central, y en los laterales, San José y Santa Teresa. En la parte superior se recogen tarjas en las que se representan una espada flameante en el lado izquierdo y un libro en la zona derecha sobre los tres paños que configuran el vuelo del tejaroz, mientras que en el centro está representado el escudo de la Orden Carmelita dezcalza y la figura del Espíritu Santo en forma de paloma entre cabezas de querubes. Las dos hojas de la puerta son de madera, ensamblada y claveteada, presentando cada una de ellas sendas portezuelas. Un fuste de columna marca el límite correspondiente entre la fachada de la iglesia y el inicio de la fachada conventual. 
El templo tiene planta rectangular, de una sola nave cubierta con bóveda de cañón con lunetos y con capilla mayor cuadrada con bóveda semiesférica. En el interior de la iglesia, iniciando el recorrido desde los pies de la nave, se encuentra en primer lugar el cancel protegiendo la puerta de entrada, fabricado de madera con cuarterones y ocupando casi la totalidad del muro. En la zona superior, sostenido por un gran arco rebajado, se encuentra el coro alto comunicado con la nave mediante una reja. En la parte derecha del cancel hay dos pinturas de caballete, una Epifanía, del siglo XVII, procedente del retablo mayor, y un retrato de la beata carmelita María de los Ángeles, del siglo XIX. 
La capilla mayor se cubre con una cúpula sobre pechinas, con nervios decorados con grandes puntas de diamantes y cabujones ovalados en alternancia que confluyen en un óvalo central en el que se encuentra una piña tallada y dorada. En las pechinas hay cuatro pinturas oblongas con un ángel representado en cada una de ellas. Son pinturas al óleo sobre lienzo, embutidas en los registros mediante marcos de yeso y participando de la decoración general de este espacio. En la parte superior del muro derecho se encuentra un cuadro de la Inmaculada, enmarcado por yeserías, y en la zona inferior, se abre la puerta del comulgatorio de las religiosas y la reja que comunica con el coro bajo. Esta puerta es de pequeñas dimensiones y tallada con cuarterones; sobre ella aparecen restos de pinturas murales, de mediados del siglo XVII, con motivos alusivos a la Eucaristía, espigas, ramos de uvas entre decoración de roleos y la figura de un pelícano amantando a sus crías, ubicados sobre una pequeña ménsula de fábrica. En el espacio interior del muro, hay azulejos en los que predominan los tonos azul, blanco y dorado. 
La reja del coro, situada a la derecha del comulgatorio, es de forja al igual que la de la tribuna superior, encontrándose sobre ella pinturas murales con escenas alusivas a la Pasión de Cristo: la corona de espinas, la caña, la lanza o la columna de la flagelación. Entre la reja y el arco toral se encuentra la puerta de la sacristía, de madera y con cuarterones rectangulares.
Partiendo desde los pies en el muro izquierdo o del Evangelio, se encuentra en primer lugar el retablo de las Reliquias, inserto en un arcosolio decorado con la técnica del marmoleado, de madera, dorado, policromado y compuesto de banco, cuerpo central de tres calles y ático, aunque actualmente se han trasladado a la clausura. 
Sobre el arcosolio y situada en el muro, aparece una pintura mural con dos ángeles tenantes apoyados sobre el propio arco, sosteniendo una gloria con la representación del Espíritu Santo en forma de paloma. 

#### Retablo de la Anunciación
En el tramo inmediato se encuentra el retablo de la Anunciación, cuya arquitectura sigue el esquema de doble arco de herencia renacentista, con pilastras cajeadas de orden corintio decoradas con grutescos y con columnas entorchadas sosteniendo frontones curvos sobre los que descansan figuras de angelitos. Fue realizado en 1627 por encargo de Bernal Pérez, según consta en la inscripción situada en la parte inferior del intradós de su arco. El cuadro de la Anunciación que lo preside es obra de Francisco de Herrera el Viejo, quien lo pintó en 1627, al igual que el del Padre Eterno del registro superior. En cada una de las jambas del arco hay dos marcos rectangulares con lienzos; en la de la derecha están representadas Santa Carmelita y Santa Eufrocina y en la de la izquierda un santo dominico y Santa Bárbara. En la rosca del arco figuran cuadros con las representaciones de San Juanito, San José con el Niño, la Virgen con el Niño y Santa Teresa con el Serafín, y el Espíritu Santo en la clave. Sustituyen a unos lienzos originales de Herrera hoy desaparecidos. Este retablo, que puede ser considerado como ejemplo de arquitectura protobarroca sevillana, es obra del maestro ensamblador Luis de Figueroa, muy próximo a Montañés, y el autor del dorado y encarnado fue el pintor de imaginería, Baltasar Quintero, figura señera del panorama artístico sevillano y colaborador de importantes artistas del momento.

#### Retablo de San Juan de la Cruz
El siguiente retablo, actualmente sin imagen titular, estuvo dedicado a San Juan de la Cruz. Es de madera dorada y tallada, con estructura arquitectónica del doble arco, teniendo decoradas las pilastras exteriores con querubines, frutos, etc, según característica de la retablística sevillana de la segunda mitad del siglo XVII. En las jambas aparecen una serie de pinturas: la de la jamba derecha representa a Santa Teresa, sentada ante una mesa en actitud de escribir recibiendo la inspiración del Espíritu Santo, y la de la izquierda representa a Santa María Magdalena de Pazzis en actitud de oración. En la rosca del arco hay dos pinturas, una con la escena de la Misa celebrada por el padre fray Gerónimo Gracián de la Madre de Dios cuando la Sagrada Forma se iluminó en el momento de la Consagración, y otra con la escena de la Aparición de Cristo con la cruz sobre un altar para establecer conversación con el santo, En el ático se encuentra otra pintura con la representación de la Virgen del Carmen, como madre de misericordia protegiendo a las carmelitas bajo su manto. Este conjunto de pinturas fue realizado a finales del siglo XVII y, debido a sus rasgos formales, está atribuido a un seguidor de Murillo. 

#### Retablo del Nacimiento
A continuación se encuentra el retablo del Nacimiento, antiguo del Calvario, en cuyo espacio central se representa la escena de la Adoración de los Pastores, en un lienzo pintado al óleo de escuela italiana. La máquina del retablo es de estilo protobarroco. 
En las jambas aparecen confrontados San Agustín y Santo Domingo y sobre ellos Santa Inés y Santa Catalina, en el lado opuesto Santa Cecilia y Santa Isabel de Hungría, y sobre el arco hay lienzos adheridos a tablas en los que están representados San Juan Evangelista, San Juan Bautista y el Cordero Místico. En el ático se encuentra el cuadro con el tema del abrazo de San Joaquín y Santa Ana en la Puerta Dorada. A ambos lados del ático se encuentran los escudos de los patronos Antúnez y Hurtado, inscritos en una tarja y rematados por un yelmo. 
Sobre la pilastra contigua está situado el púlpito, de estilo barroco y realizado en hierro forjado en su totalidad, levantado sobre un balaustre, con ambón y escalera. El tornavoz, de madera tallada, dorada y policromada, recrea en la parte inferior una superficie gallonada y en el alzado una cornisa con entablamento decorado con roleos tallados y pintados sobre fondo azul.

#### Antiguo retablo de Transverberación de Santa Teresa
Pasado el arco toral, en el muro izquierdo del presbiterio, se ubica el antiguo retablo de la Transverberación de Santa Teresa, frente a la reja del coro bajo, cuya estructura arquitectónica corresponde a la segunda mitad del siglo XVII. Se compone de dos cuerpos con doble hornacina el primero y un ático de considerables dimensiones. El primer cuerpo, flanqueado por columnas salomónicas, cobija actualmente en la hornacina central a la bella imagen de la Inmaculada del Carmen, obra de Juan de Mesa procedente del retablo mayor. Actualmente el grupo de la Transverberación de Santa Teresa, creado para presidir este retablo, se encuentra en la clausura. En las calles laterales se hallan las esculturas de San Juan Bautista y San Elías y, en la zona superior de este primer cuerpo, hay un templete con una pequeña imagen del Niño Jesús del siglo XVII. Preside el ático un relieve con Los Desposorios Místicos de Santa Teresa, flanqueado por dos imágenes de ángeles mancebos apoyados sobre los entablamentos de las columnas. Este retablo presenta numerosos elementos que permiten atribuirlo a Fernando de Barahona (1632-1693) el cual en 1676 estaba realizando el retablo mayor del convento de Sanlúcar la Mayor.

#### Retablo mayor

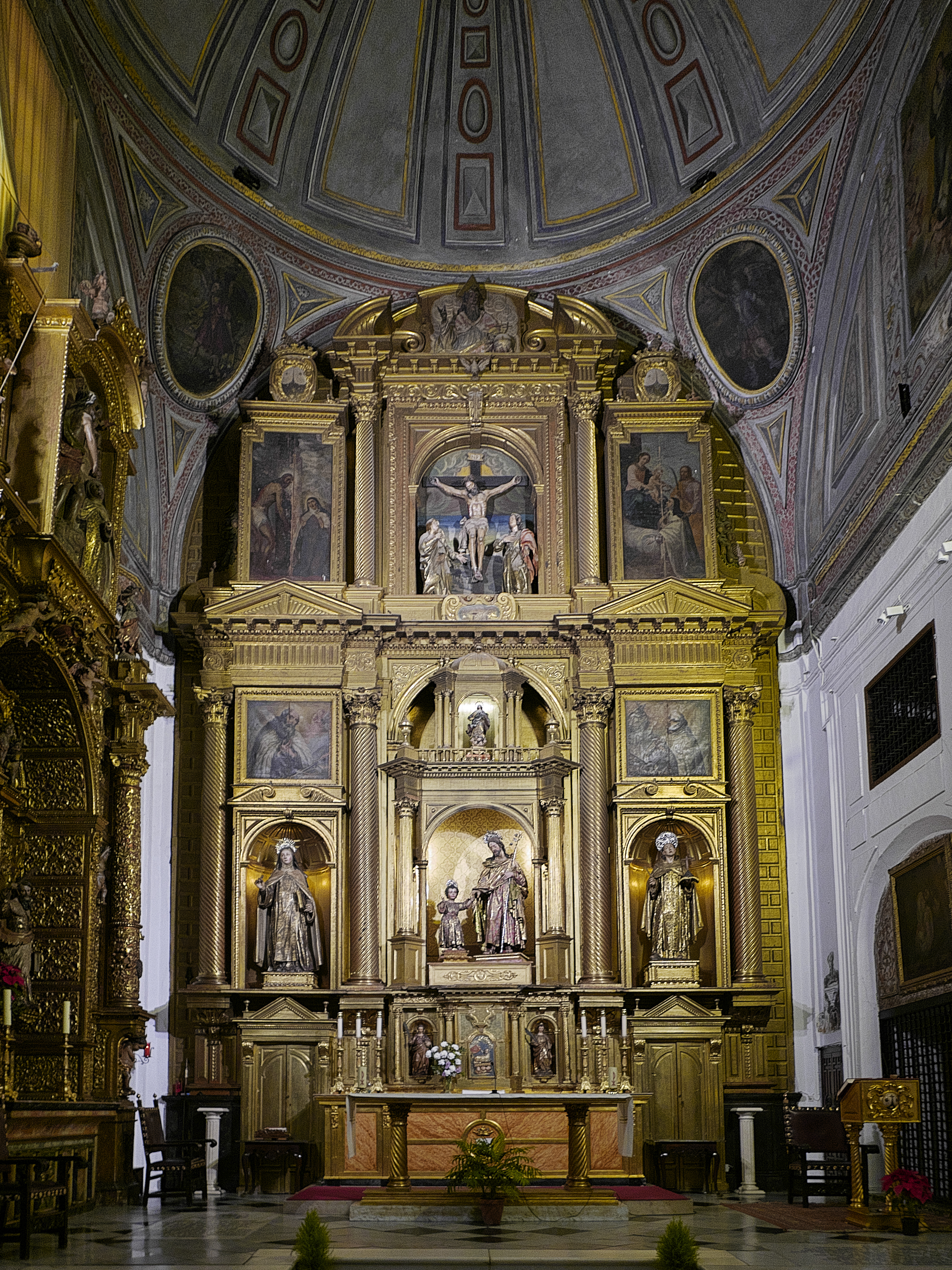
Retablo mayor, Jerónimo Velázquez

El retablo mayor es obra del maestro ensamblador Jerónimo Velázquez, discípulo de Martínez Montañés, al que se le contrató en 1630. Fue dorado y estofado por Pablo Legot, según contrato firmado en 1632, en el que se comprometía también a dorar y estofar tres esculturas. Consta de dos cuerpos y tres calles, la central más ancha y con cuatro columnas en el primer cuerpo, de orden gigante y ascendencia manierista. Contiene un magnífico grupo de esculturas las cuales constituyen el elemento fundamental del retablo. 
Situadas en el banco, a ambos lados del Sagrario, se encuentran las imágenes de pequeño tamaño de Santa Inés y Santa Catalina. En el primer cuerpo, para la hornacina de la calle central el autor del retablo previó colocar la imagen de la Inmaculada, denominada «Inmaculada del Carmen» por poseer disposición iconográfica de Inmaculada y escapulario del Carmelo, una imagen de Virgen orante con las manos unidas y la cabeza cubierta por una toca que deja al descubierto parte de los cabellos, que fue realizada por Juan de Mesa hacia 1624. Esta imagen se ha reubicado en el retablo de la Transverberación y en su lugar se encuentra el grupo escultórico de San José con el Niño, atribuido a Juan de Mesa, destinado a ocupar el segundo cuerpo del retablo. En las calles laterales están situadas las imágenes de Santa Teresa de Jesús, de estilo montañesino, y la de San Juan de la Cruz, del último cuarto del siglo XVII. Sobre las hornacinas de este primer cuerpo, se encuentran las pinturas sobre tabla de San Elías y San Juan de la Cruz, de la primera mitad del siglo XVIII. En la zona central del segundo cuerpo, en sustitución del San José con el Niño, se ha colocado un Calvario, formado por las imágenes del Crucificado, San Juan y la Virgen; a ambos lados hay dos cuadros sobre la vida de Santa Teresa, situado a la izquierda la Visión de Cristo atado a la Columna, y a la derecha la Visión de la Santa de los Desposorios Místicos, ambos en la línea del pintor sevillano Juan del Castillo, realizados hacia 1625.

#### Retablo de Santa Teresita del Niño Jesús
Junto a la puerta de la sacristía se encuentra el retablo de Santa Teresita del Niño Jesús, iniciado a instancias de la Orden Descalza que lo concertó en 1732 con el artista Joseph Maestre. El retablo, aunque concebido inicialmente para San Juan de la Cruz, fue modificado cuando se produjo la santificación de Teresa de Lisieux. La imagen de la santa, situada en la hornacina principal, se corresponde con la de una imagen de la Virgen del Carmen del siglo XVIII, que fue transformada para ser colocada en este retablo a finales del siglo XIX. En los laterales, se encuentran las imágenes de Santa Inés, de finales del siglo XVII aunque la cabeza parece algo anterior, la de San Antonio de Padua, de mediados del siglo XVIII, y sobre ellas, situadas en dos tondos tallados en relieve, la cabeza de San Pedro y la cabeza degollada de San Juan Bautista, deI siglo XVIII. Sobre la máquina del retablo aparecen restos de pinturas murales del siglo XVIII, que recrean motivos de cintas y lazos en colores grises. A continuación, se encuentra una pequeña pila para el agua bendita, de mármol blanco, embutida en el muro y en cuya losa superior se perfila una cruz en bajorrelieve. 
En el tramo siguiente, se abre la puerta de comunicación con el compás, de dos hojas de madera, ensamblada, claveteada y con postigos en cada una de ellas. Continuando hacia los pies del templo, se encuentra el retablo de San Carlos Borromeo, de estilo protobarroco, realizado hacia 1627, en cuya zona central, e inserta en una hornacina flanqueada por pilastras, se ubica la escultura en busto de San Carlos, de principios del XVII. A su alrededor están distribuidos doce cuadros, óleos sobre tabla, de la misma época que el retablo, en los que se representan escenas de su vida. 
El conjunto de las tablas mencionadas tiene la siguiente secuencia: Nacimiento de San Carlos Borromeo, San Carlos niño rezando, San Carlos recibiendo el capelo cardenalicio, Tentación de San Carlos Borromeo, Retiro al monte Varolio, San Carlos rezando en la capilla. San Carlos orando ante el Crucificado, San Carlos visitando a un enfermo, El Espíritu Santo en forma de Paloma, San Carlos en procesión, San Carlos visitando a los enfermos, San Carlos con los Pastores y San Carlos Peregrino. 
Nuevamente entrando en el espacio de los pies de la iglesia, a partir del sotocoro por el lado de la Epístola y situada en las jambas del arco que soporta la tribuna del coro alto, hay otra pequeña pila para el agua bendita, de mármol. 

#### Retablo de Santa María Magdalena
Ocupando la totalidad del testero en este tramo, se encuentra el retablo de Santa María Magdalena de Pazzis, atribuido al ensamblador Bartolomé de la Puerta, de estilo protobarroco y del primer tercio del siglo XVII, aunque con repintes del siglo XIX, que responde al esquema de doble arco habitual de casi todos los retablos de la iglesia. La zona central debió estar ocupada por un lienzo del que se conserva un marco de ovas y dentellones, que con posterioridad sería sustituido por la urna con la imagen de Santa Magdalena de Pazzis del siglo XIX. La santa viste el hábito carmelita, lleva en sus manos el Crucifijo entre dos ramas de lis y, sobre la cabeza, la corona de espinas. En el ático y flanqueada por roleos y guirnaldas, se halla una pintura de La Piedad que evoca el manierismo toscano por el alargamiento y escorzo de la figura de Cristo, evidenciando que se trata de una obra renacentista del siglo XVI relacionada con la pintura del sevillano Luis de Morales. 
De nuevo a los pies del templo y a la izquierda del cancel, hay otras dos pinturas, una con el tema de la Adoración de los Pastores del siglo XVII, y la otra

### Dependencias conventuales

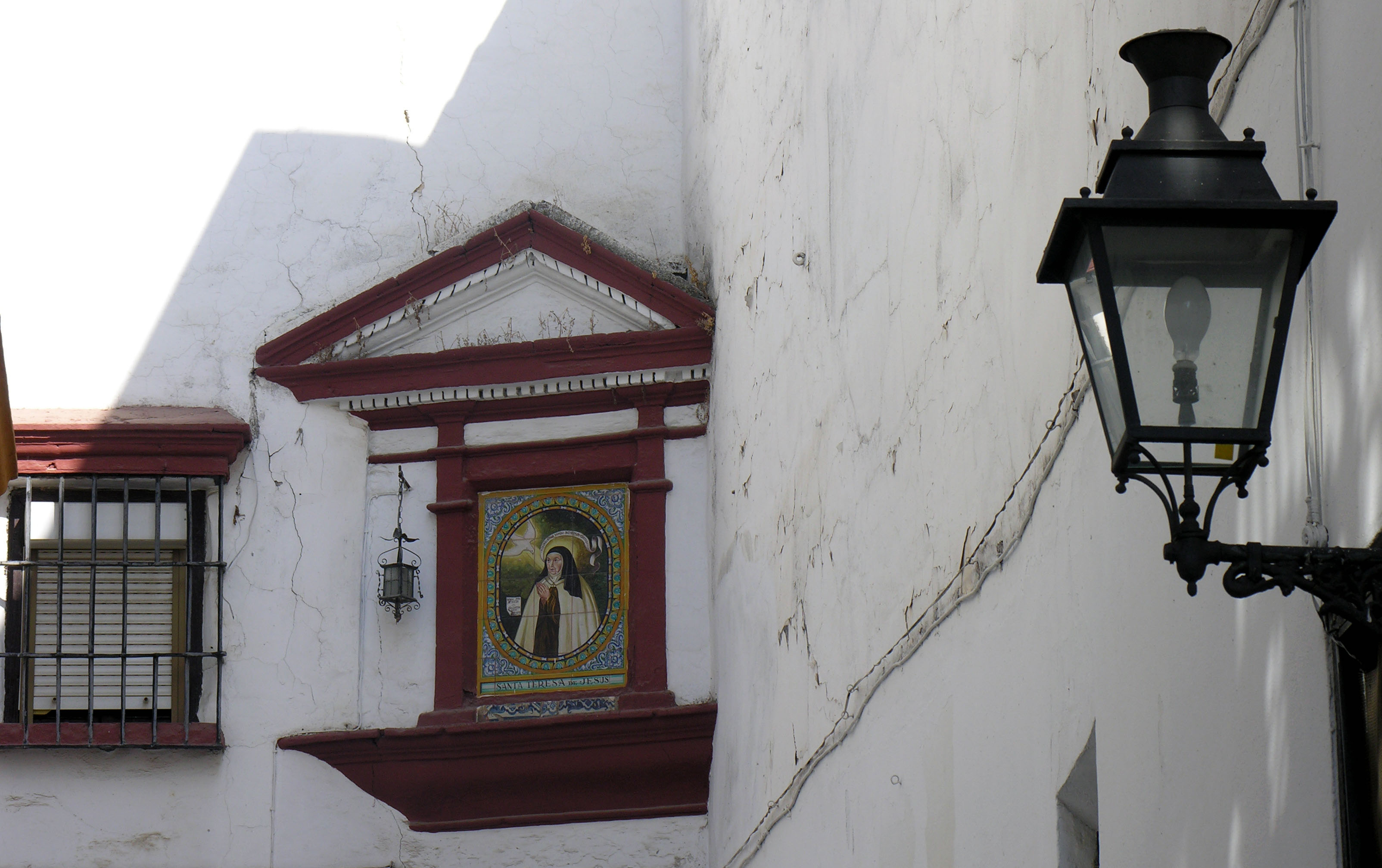
Detalle de retablo cerámico en el exterior del convento.

La puerta principal del convento, que permite el acceso a través del compás, es muy sencilla en su composición, adintelada y decorada mediante una pintura mural con el escudo de la orden, situado en una tarja sujeta por figuras de ángeles. A continuación, y siguiendo el quiebro del muro en la calle Santa Teresa, se encuentra nuevamente otro fuste ubicado en la esquina. Desde este punto continúa la fachada siguiendo el esquema común de las del tipo conventual, con los muros encalados, escasos vanos y piedras de molinos embutidas en la parte baja. Resaltan los zócalos contrastados en color almagra al igual que los escasos elementos constructivos existentes, como la línea de las cornisas del primer y segundo cuerpo, una pequeña ventana protegida por herrajes de forja y, en la confluencia de las dos fachadas, un pequeño retablo compuesto por una repisa, un frontón y un paño de azulejos con el retrato de Santa Teresa de Jesús. El resto de los elementos a señalar son otras dos ventanas cuadrangulares muy sencillas, protegidas por herrajes de forja horadadas en el muro. La fachada sureste discurre por un angosto adarve sin presentar elemento destacable alguno. Junto al muro de la Epístola y sobre la sacristía, se levanta una espadaña de estilo manierista, de dos cuerpos, con dos vanos y dos campanas. El tímpano del frontón triangular partido del entablamento del primer cuerpo contiene un escudo de la Orden del Carmen de azulejos policromos; en el segundo cuerpo hay un panel de azulejos en el que puede leerse: «Casa de las Teresas». 
El convento, en lo referente a la distribución espacial, ha sufrido una evolución que ha configurado una organización compleja en torno a los espacios libres, siendo los principales el compás, el claustro, el patio de la subpriora y los patios menores: patio de la bóveda, que se halla bajo él la cripta de la comunidad, y el patio del cenador, asociado a las funciones de servicio para la cocina. Cuenta también con un jardín trasero, organizado por parterres, árboles y plantas ornamentales. 
Atendiendo a la mayor notoriedad arquitectónica y a criterios cronológicos, el edificio queda diferenciado en planta en dos sectores:
- Por un lado el correspondiente con el palacio renacentista que comprende el antiguo patio, hoy convertido en claustro, y sus estancias perimetrales, hoy locutorio, enfermería, refectorio y portería interior con el torno, el patio de la subpriora y las estancias relacionadas con él: el «paso dorado», el salón, la biblioteca y el oratorio de la Santa Madre.
- Por otro lado, el sector correspondiente a la iglesia barroca y las dependencias anexas: sacristías, coro bajo, oratorio de Madre Juana de la Santísima Trinidad, portería exterior y el zaguán que comunica con el compás.

La portería externa es una sencilla dependencia del siglo XVII ubicada tras la portada principal que presenta una cubierta de vigas de madera con tablazón y se comunica con el compás a través de un gran arco de medio punto que descansa sobre pares de columnas de mármol con capiteles de pencas en el testero izquierdo y con dos pilastras toscanas en el contrario. 
El compás es un espacio rectangular abierto que sirve de comunicación entre la portería externa, la iglesia y la clausura. Lo conforma por su lado izquierdo el muro lateral de la iglesia en donde se abre una de sus puertas con una portada de sencilla traza, adintelada, inscrita en un arco y elevada sobre cuatro escalones de mármol realizados con lápidas funerarias reutilizadas. En la parte alta de este muro se abren dos ventanas para la iluminación del templo y sobre el tejado se eleva una buhardilla con vano rectangular rematada por un frontón triangular sobre pilastras. En el muro derecho del compás se ubica la portería interior donde se encuentra el torno, una pequeña dependencia en cuyo muro frontero hay un poyo de fábrica con azulejos del siglo XVII. 

#### Claustro
Tras ella, y a través de otra pequeña estancia, se accede al claustro, antes patio principal del palacio del siglo XVI, y al que se abren las dependencias destinadas a locutorio, enfermería, cocina y refectorio en la planta baja. El claustro es de planta rectangular con galerías en sus cuatro frentes, presentando las de la planta baja columnas de fuste cilíndrico de mármol, con capiteles de extraordinaria factura en los que alternan los de caulículos macizos con los corintios de hojas de acanto, y con cimacios sobre los que apoyan arcos de medio punto enmarcados por alfices. En las galerías de la planta superior se repite el esquema compositivo de la planta baja aunque con balaustrada de mármol, siendo de destacar las columnas de los ángulos que están unidas y talladas en una misma pieza. Las vigas principales de la techumbre de las galerías presentan pinturas con motivos de «candelieri» ocupando toda la superficie de las caras laterales. El suelo del claustro y la fuente situada en el centro son de moderna factura, aunque con azulejería reutilizada del siglo XVII. Los muros son encalados, con zócalos de azulejos de diversas épocas y estilos, algunos trabajados mediante la técnica de cuenca, con motivos vegetales de colores ocre, verde y azul sobre fondo blanco, enmarcados por una composición romboidal con plinto de modillones y crestería superior de cornucopias y flores. Las puertas que se abren a las galerías están enmarcadas con yeserías en las que se conjugan los motivos góticos y los renacentistas. En la crujía suroeste, actualmente ocupada por el locutorio y la enfermería, es donde posiblemente se ubicaría la primera iglesia conventual. 

#### Locutorio
El locutorio es una notable estancia de planta rectangular, dividida en dos por una reja y con techumbre plana de vigas vistas que contienen una prolija decoración pintada, distribuida en las seis jácenas que constituyen su armazón, con un amplio repertorio de flora y fauna fantástica alternando con motivos heráldicos sobre fondo rojo. El refectorio es de planta cuadrada, con zócalo de azulejería en todo el perímetro en el que alternan los azulejos de cuenca con otros del siglo XIX. La techumbre es plana y con grandes vigas de madera sobre ménsulas. Está presidido por un interesante paño de azulejos con el escudo de la Orden entre roleos vegetales y orlas del siglo XVII y, en el ángulo oriental, tiene situado un púlpito de madera con una sencilla decoración tallada de estrías y cuarterones. La cocina, contigua al refectorio, es una estancia de planta cuadrada, cruzada por cuatro grandes arcos de medio punto que parten en ángulo recto desde los muros y confluyen en el centro sobre una columna de mármol. Este espacio pudo constituir el ingreso al primitivo palacio así como al convento en el siglo XVI, aunque posteriores reformas realizadas posiblemente en el siglo XVIII la adaptarían a la nueva función.

#### Patio de la subpriora
En conexión con esta zona de la clausura, se encuentran las dependencias en torno al denominado «patio de la subpriora» pertenecientes también al palacio renacentista. Este patio es de planta rectangular y de pequeñas proporciones debido a la reforma del siglo XVII en la que eliminaron dos de sus lados para la construcción del antecoro y que pone en comunicación el patio principal con el coro bajo. El patio, que presenta las características estilísticas de los de principios del siglo XVI, está formado por dos galerías de arcos de acusado peralte, inscritos en alfices, sobre columnas de mármol con capiteles campaniformes, y con cuatro arcos en un lado y dos en el otro que actualmente están tapiados y con ventanas entre ellos. En la confluencia de las dos galerías se encuentra la escalera principal de acceso a la planta alta, la cual fue construida en 1951 en sustitución de la original del XVI de angostas dimensiones y que todavía se conserva. Preside la escalera un cuadro de la Virgen de Guadalupe, firmado por el pintor mexicano Antonio de Torre, fechado en 1721, y el retrato del primer Provincial de la Orden, el padre Gerónimo Gracián, firmado por Cristóbal Gómez, fechado en 1583. 

#### Planta alta
En la planta alta se accede en primer término a la galería denominada «paso dorado», llamada así por el bellísimo arte sonado adintelado con piñas de mocárabes que lo cubre, que pone en comunicación las dependencias de esta zona con las del claustro principal. Situado a la derecha de la puerta de la escalera se encuentra el denominado salón de la «recreación alta», una estancia de planta rectangular cubierta por un importante artesonado de forma ochavada apoyado sobre cuatro grandes veneras esquinadas a modo de trompas, que asoma al jardín trasero mediante dos balcones y cuyo interior preside un interesante retablo baldaquino del siglo XVII, situado sobre una consola en donde se encuentra la imagen de la Inmaculada del Noviciado, obra del siglo XVIII y estilo montañesino. 

##### Oratorio
Frente a la escalera se abre la puerta del oratorio, denominado «Celda de la Santa Madre», debido a la escultura sedente de la santa que en ella se encuentra. Es una estancia de planta rectangular, con techumbre plana de vigas de madera en cuyo extremo hay un arco rebajado conformando una especie de presbiterio. Alberga un retablo relicario con una escultura de la Virgen con el Niño de barro cocido, firmada por Luisa Roldán y fechada en 1699; una imagen de Santa Teresa de candelero, de hacia 1618, sentada en un sillón isabelino donado por la duquesa de Montpensier, y un cuadro de la Divina Pastora, de Alonso Miguel de Tovar, del siglo XVIII. 

##### Biblioteca
La biblioteca, situada a la izquierda de la escalera en el extremo del «paso dorado», es una habitación rectangular cubierta por un rico artesonado compuesto por ocho paños en los que se recrean estrellas de diez puntas que confluyen en un paño central con una piña de mocárabes dorada. Aquí se encuentra el retrato sobre tabla de María de San José, la cual vino a Sevilla con Santa Teresa y fue la primera priora del convento. 

##### Lavadero y salón
A través de la biblioteca se accede al lavadero, situado en la tercera planta, en la azotea del extremo este. La comunicación del «paso dorado» con las galerías altas del claustro principal se realiza a través de una puerta adintelada flanqueada por un amplio marco de azulejos sobre zócalo de gran interés artístico. Estas galerías conservan artesonados de madera semejantes a los de la planta inferior pero con la decoración pictórica muy perdida. Ocupando toda la crujía noroeste del claustro en la planta alta se encuentra el «salón», una gran sala presidida por una escultura de la Virgen del Carmen del siglo XVII, colocada en una hornacina abierta en el muro. Es la sala de mayores dimensiones de las existentes en esta planta y presenta cubierta adintelada moderna pero en la que aún se conservan los tirantes de madera del antiguo artesonado. A través de ella se accede al coro alto y al locutorio alto por unas pequeñas escaleras situadas en los ángulos. 

#### Planta baja

##### Coro bajo
De nuevo en la planta baja y a través del antecoro se accede al «coro bajo», una amplia estancia rectangular cubierta con bóveda de cañón rebajada, edificada entre 1603 y 1615, que conecta con el presbiterio de la iglesia mediante una reja, sobre la que hay una pintura mural con la representación del Calvario, y mediante el comulgatorio de las religiosas, situado a su derecha, elevado sobre un pódium de azulejos de los siglos XVII y XVIII, flanqueado por una falsa portada de madera tallada, dorada y estofada, en cuyo ático figura una pintura de la Virgen del Carmen rematada por un frontón triangular. Delante del comulgatorio se encuentra un órgano del siglo XIX, compuesto por sencilla caja de madera en la que se incluyen los tubos, y rematado por una crestería. 
En el testero frontero a la reja, junto a la puerta de entrada al coro, se ubican dos composiciones retablísticas o altares de pequeño tamaño. El situado a la izquierda, dedicado a la Virgen del Carmen, consta de mesa, banco, cuerpo principal, ático y remate. La hornacina principal alberga la imagen de la Virgen y las laterales, las de San Pedro y San Pablo; en el segundo cuerpo hay una escultura de pequeño formato de San Miguel, situada sobre una peana en la calle central. Las imágenes de San José con el Niño de la calle central y las de San Joaquín, Santa Ana y San Juan, de las calles laterales, están atribuidas a Pedro Roldán; en el remate del retablo hay un Crucificado, flanqueado por las pequeñas esculturas de un Santo Obispo y San Francisco. El altar del lado derecho contiene un retrato de Santa Teresa de Jesús en la zona central, copia del original de fray Juan de las Miserias, con marco de talla de madera, dorado y estofado, al que se le han adosado dos tablas a modo de tríptico; el segundo cuerpo contiene un templete con la imagen de la Inmaculada Concepción, flanqueada por las esculturas de San Elías a la izquierda, y San Francisco y San Antonio a la derecha; en el cuerpo superior, compuesto por otro templete de menor tamaño, hay una escultura del Niño Jesús. 
Repartidas por las paredes del coro bajo se encuentran numerosas obras de notable valor artístico, entre las que destacan:
- La pequeña imagen de la Virgen de la Pera, atribuida al escultor Juan Bautista Vázquez, el Viejo, del último tercio del siglo XVI;
- Dos cuadros de la Virgen de Guadalupe, uno de ellos firmado por Andrés Mendoza, de finales del XVII,
- Cuadro de la Virgen con el Niño, firmado por Arellano, de finales del XVII.

Desde el coro se accede al denominado «oratorio de la Madre Juana de la Santísima Trinidad», construido entre 1624 y 1627 con recursos donados por la madre Juana de la Santísima Trinidad, duquesa de Béjar. Lo componen dos pequeñas capillas; la primera es de planta rectangular con cubierta abovedada y sirve de paso a la capilla principal, la cual es de planta cuadrada, cubierta con cúpula de yeserías planas con motivos de cartones recortados. En ella se encuentra el bellísimo cuadro de La Piedad, obra de Luis de Morales, del siglo XVI, ubicado en un retablo relicario de estilo manierista de madera dorada, situado sobre una mesa de mampostería revestida de azulejos. El retablo se compone de un primer cuerpo, en donde se ubica en la calle central la pintura de La Piedad mencionada; en las calles laterales se encuentran los bustos de San Juan Evangelista y de la Magdalena, en los extremos los de Santa Teresa y Santa Inés y en el ático, la imagen del Crucificado. Se remata con un frontón curvo partido.

##### Sacristía
A través del coro bajo se accede a la sacristía. El convento posee tres sacristías, una interior dentro de la clausura y dos exteriores abiertas a la iglesia y comunicadas entre sí, las cuales son de la misma época constructiva que la iglesia aunque muy transformadas al incluirse entre ellas la denominada «vitrina de las reliquias de Santa Teresa». Esta vitrina es de gran importancia por los bienes en ella guardados. Destacan: 
- Cartas de Santa Teresa, encuadernadas en 1633;
- Un ejemplar de las Constituciones del Convento de la Encarnación de Ávila;
- El libro autógrafo de Las Moradas, escrito por Santa Teresa en 1577;
- Dos imágenes escultóricas del Niño Jesús, uno conocido entre las Descalzas con el nombre de «Quitito», debido a la tradición de que en 1575 fue traído de Quito por Teresita de Cepeda, sobrina de la Santa y que por sus características parece realizado hacia 1630; y el otro Niño Jesús conocido como «Peregrinito» por estar vestido de peregrino, está colocado sobre una peana de plata firmada por «AMAT» del último tercio del XVIII;
- Los retratos de Santa Teresa y de Teresita de Cepeda, de gran importancia por reflejar fielmente sus rasgos, pintados por fray Juan de las Miserias en el convento de la calle Pajería en 1576, antes de que la Santa marchara hacia Ávila.
- Contiene también numerosos relicarios, destacando el de Santa Teresa, de estilo barroco y con un hueso de la santa; el de San Juan de la Cruz, del tipo ostensorio y con un hueso del santo; y un tercero conteniendo las reliquias de Santa Teresa, las de San Casimiro rey y la de San Juan Bautista, del siglo XIX.
- También se encuentran en esta vitrina diversos objetos personales de la santa, como la capa, un vaso, cilicio, etc.

La sacristía interior está presidida por una cajonera de madera de caoba de la primera mitad del XVI, y en sus muros se encuentran colgados cuadros y una escultura de marfil de Cristo Crucificado, del siglo XVII y de estilo filipino. Entre los cuadros resalta el lienzo con la representación de Cristo camino del Calvario, de mediados del siglo XVIII; el de la Virgen del Rosario, también del XVIII; y el de la Aparición de Santa Teresa tras su muerte mientras el padre Gracián estaba diciendo Misa, de 1709. El templo realiza la conexión con el convento a través del muro de la Epístola en donde se abre la puerta al compás, en el tercer tramo de la nave, y el acceso a la sacristía y coro bajo, en el tramo inmediato a la capilla mayor. Los paramentos interiores, que se encuentran articulados mediante la división de los muros por pilastras que sostienen un entablamento, en la actualidad están encalados, a excepción de la capilla mayor y de algunos restos de pinturas murales repartidos por los mismos.